# Most (Csehország)
Most (ejtsd: moszt, németül Brüx) város Csehország Ústí nad Labem-i kerületének Mosti járásában. Lakosainak száma 67 189 fő  (2009. június).

## Neve
A szláv „most” szó jelentése „híd”. A város arról a hídrendszerről kapta a nevét, amelyet a területen lévő mocsárra építettek, hogy megkönnyítsék az áthaladást. A település német neve Brüx, mely a "Brücke", azaz "híd" szóból ered. Más forrás szerint a névadó híd egy mindössze két lépés széles fából készült híd volt, mely az ószláv favár kapujához vezetett.

## Fekvése
A város a Cseh-medence északnyugati szélén, az Érchegységtől keletre található a Bílina folyó jobb partján. Északról és nyugatról külszíni bányák határolják.

## Története
A város mellett található Hněvín várát már 1040-ben említi a Chronica Boemorum. A vár alatti mocsaras vidéken vezetett keresztül a Prága és Freiburg közötti kereskedelmi útvonal. Később a Hrabišic család épített itt erődítményt a karavánok védelmére. A város folyamatosan fejlődött ez idő alatt. A 13. században új kővárat építettek, ami a térség központja lett (korábban Bílina városa birtokolta ezt a címet).
A harmincéves háborúban svéd katonák foglalták el a várost. A háború után Most sokat veszített gazdasági és politikai befolyásából.
Az utóbbi századokban a városban többször is tűzvész pusztított, emiatt a városban műemlékek szinte nem is maradtak fenn.
1857-ben a városnak mindössze ötezer lakosa volt. Az iparosítás hatására azonban 1890-re már több, mint 21 ezren laktak a városban, az első világháború kitörése előtt a népesség már a 26 ezret is meghaladta. Az új évszázaddal beköszönt technológiai újítások Mostot is elérték, 1902-ben a város elektromos közvilágítást kapott.
1908-ban új laktanyát építettek a város mellett, 1911-ben új színház, 1913-ban pedig német gimnázium épült.
A 20. század első fele végleg megpecsételte a város sorsát. A település alatt szenet találtak, emiatt az egész várost lerombolták. A lakók kárpótlására új várost építettek a korábbitól néhány kilométerre, és mindenkit átköltöztettek. A korábbi épületek közül egyedül a templomot mentették meg, speciális eszközökkel síneken vontatták arrébb 841 méterrel.
A jelenleg tervezett tizenharmadik pusztítás végleges [Az első 12 pusztítást tűzvész okozta], ezután az Óváros már nem fog felépülni. Most városa talajában ugyanis, 17 méterrel a földfelszín alatt, százmillió tonna barnaszén „pihen”. Hogy kibányászhassák, évek óta bontják a 16000 lakosú óvárost, viszont nem messze tőle egy 85000 lakosra méretezett Újvárost építenek föl. Az óváros belsejének utolsó „szereplése” 1975-ben volt, egy felszabadulási filmet forgattak még benne.

### A város költözése
A Most alatt talált szén miatt a felszínt teljesen szabaddá kellett tenni. Az 1964-ben kezdődött folyamat során egy teljesen új várost építettek fel néhány kilométerre a korábbi központtól. A bontási munkálatok során olyan épületeket is leromboltak, melyeknek történelmi jelentőségük volt. Ilyen épület volt egy 15. századi sörfőzde, vagy az Alexander Graf által tervezett színház. A korábbi történelmi épületek helyett a szocializmusra jellemző panelházak és közintézmények épültek. Csupán néhány korábbi külvárosi épület maradt meg.
A többi régi templom, kolostor, középület műemlékeit is megmentették, ezeket a városi múzeumban állították ki.

### A templom megmentése

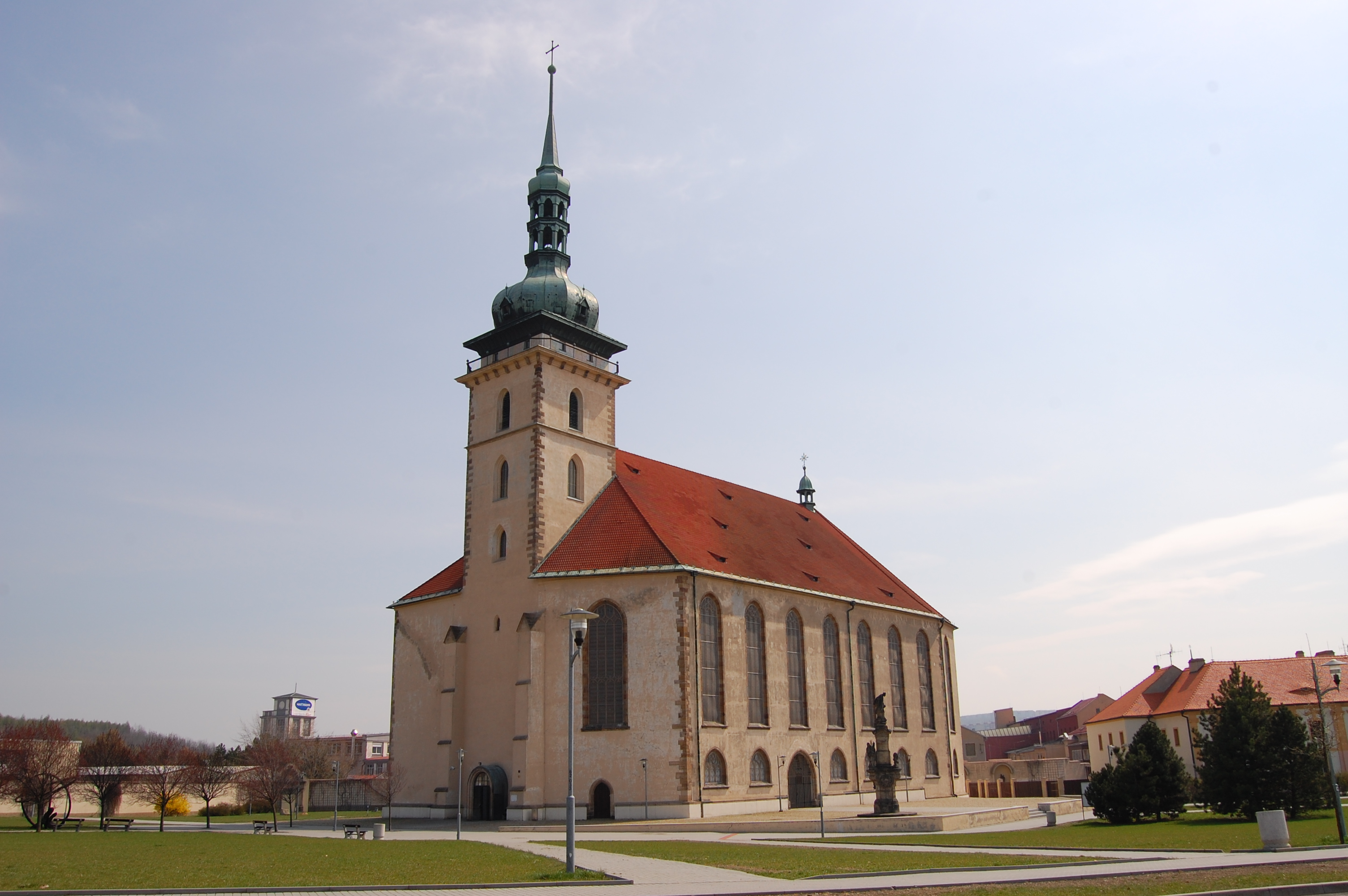
A megmentett templom (2010)

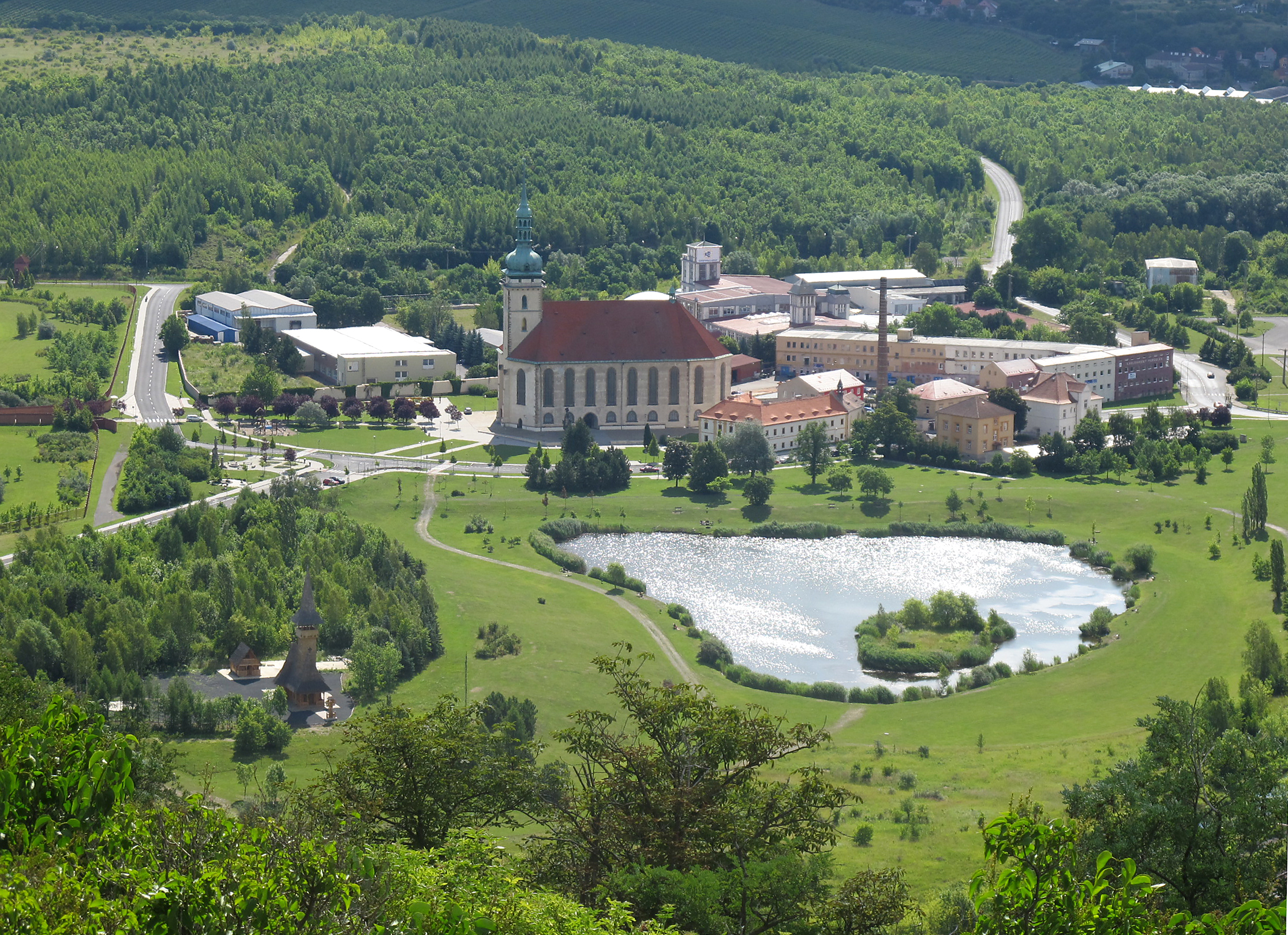
Az áttelepített városközpont. Balra elöl a Szent Valentin-fatemplom látható

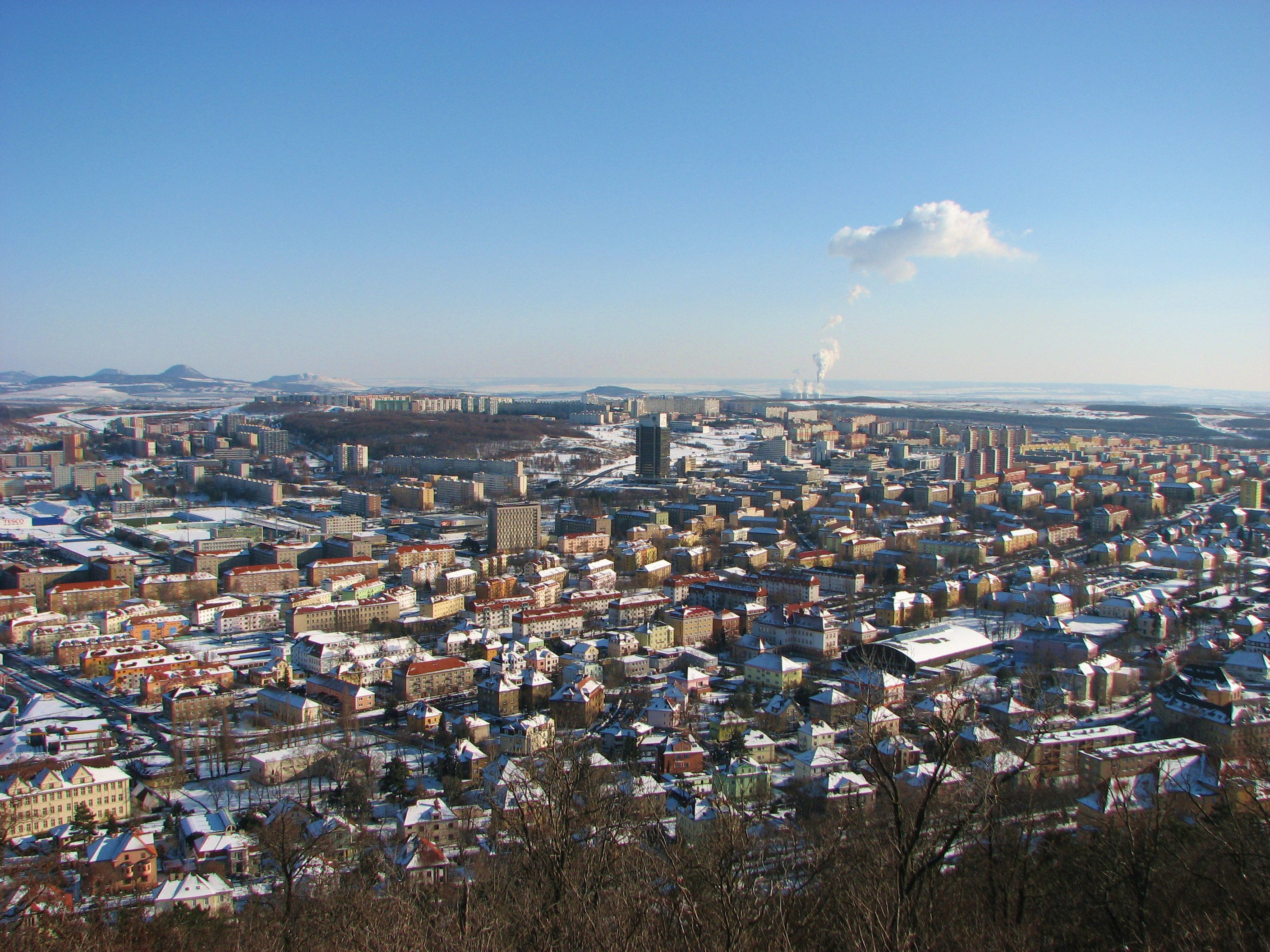
Most látképe a várhegyről

A város összes épületét lerombolták, de a Szűz Mária Mennybemenetele-templomot annak kulturális értéke miatt meg akarták menteni. A cseh késő gótika egyik legkiválóbb alkotása a korábbi Óváros főterén állt. 1517–32 között építették, korabeli reneszánsz és barokk képzőművészeti alkotásokkal.
Több terv közül végül a templom „elszállítását” választották. A munkálatok során a 71 méter magas tornyot lebontották, és az új város mellett újra felépítették. A templom többi része köré egy betongyűrűt építettek, a szerkezetet acéllal erősítették meg. Így akarták az újonnan felépített torony mellé tolni. A vontatás előkészítése hét évig tartott: a vontatási útvonalon álló épületeket is el kellett bontani, valamint a külszíni fejtés miatt az úton lévő mélyebb területeket is fel kellett tölteni.
A síneket a templom alá építették, és a Škoda gyár által gyártott speciális vasúti emelőkocsikat helyezték a statikailag fontos pontokra. Összesen 53 db ilyen gépet használtak fel. 1975 őszén, szeptember 30 és október 27 között, 28 nap alatt vontatták a templomot az új helyére. A vontatás sebessége mindössze 1-3 centiméter volt percenként. Miután a helyére került az épület, megkezdődött a felújítás, ami 1988-ig tartott.

## Népesség
A település népessége az elmúlt években az alábbi módon változott:
| Lakosok száma | 6308 | 40 701 | 51 727 | 44 460 | 60 562 | 67 332 | 66 768 | 66 034 | 62 866 | 63 474 |
|               | 1869 | 1900   | 1921   | 1961   | 1980   | 2014   | 2017   | 2020   | 2022   | 2025   |

## Városrészek
Nyolc városrész vagy falu alkotja: Most, Starý Most, Čepirohy, Komořany, Rudolice, Souš, Velebudice és Vtelno.

## Gazdaság
A közelében található az Unipetrol cég litvínovi olajfinomítója.

## Közlekedés

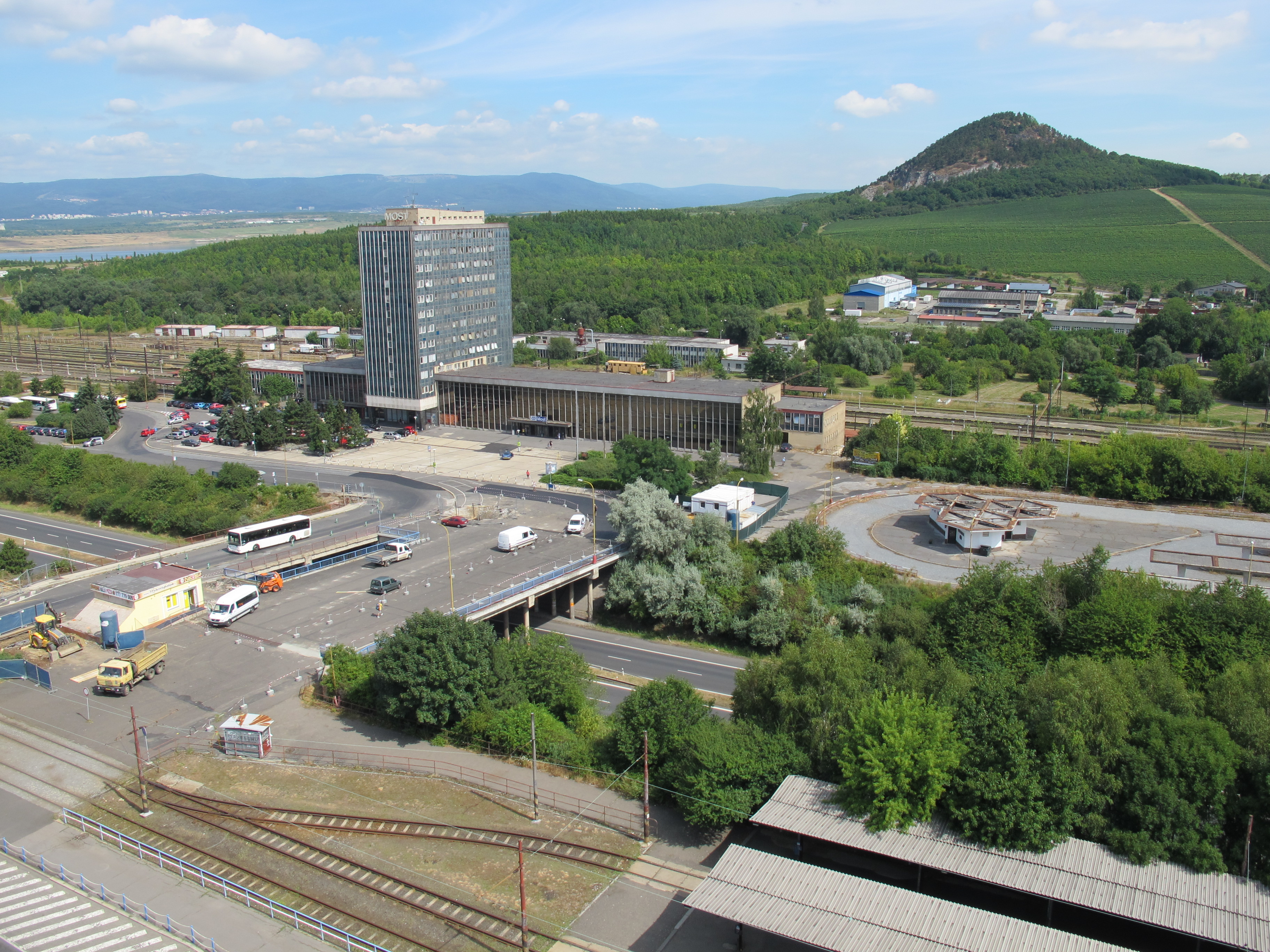
Vasútállomás

A település kiterjedt villamos- és buszhálózattal rendelkezik. A villamos a szomszédos Litvínov településre is közlekedik, összesen 4 járatot tart fenn a helyi közlekedési vállalat. Emellett 29 autóbuszvonal (17 Most területén, 12 Litvínov területén) is az utazók rendelkezésére áll.
Vasútállomását érinti a Most–Rakovník, az Ústí nad Labem–Chomutov-, és a Most–Moldava-vasútvonal.
Repülőtere is van.

## Látnivalók

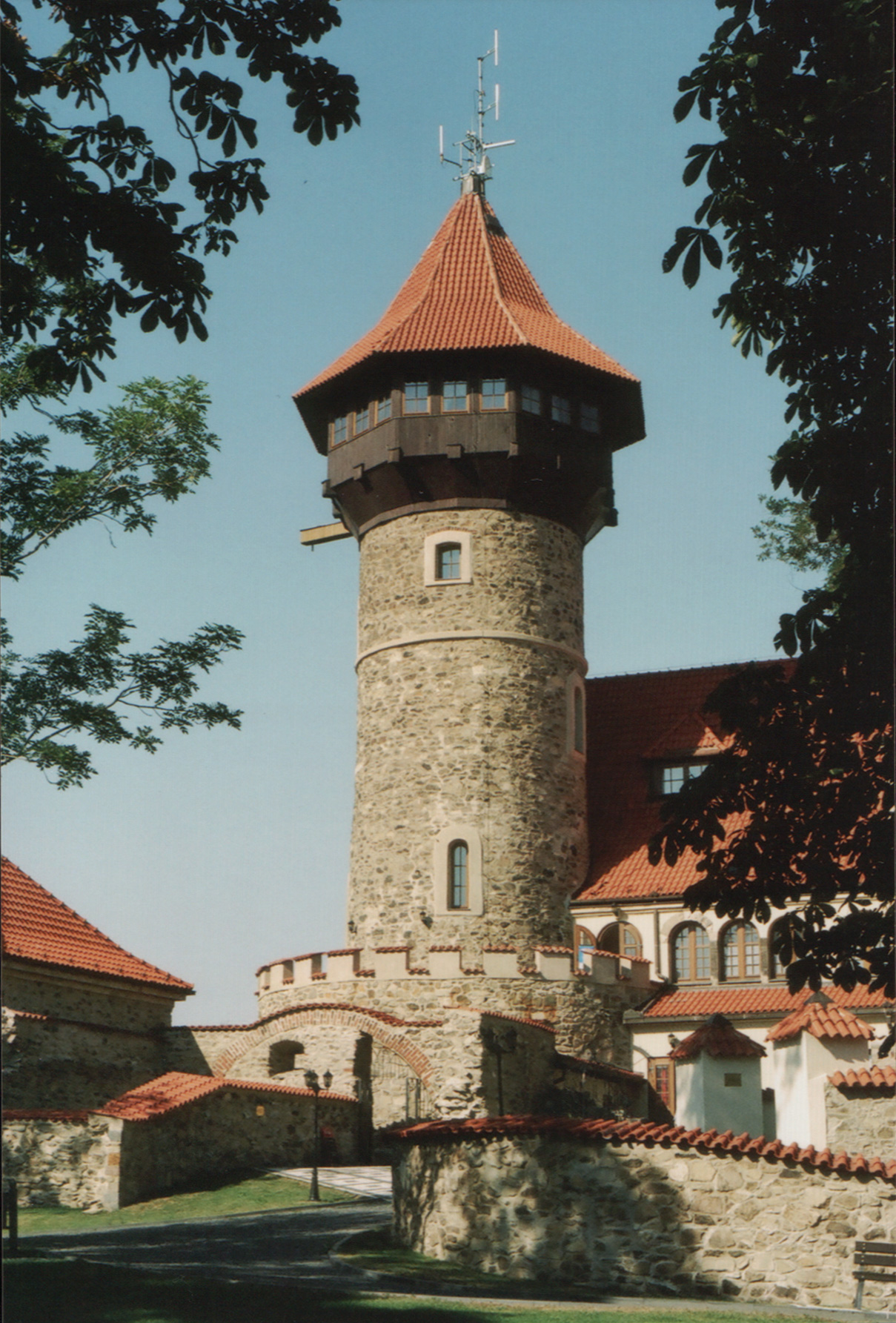
Hněvín vára

A településen több szórakozóhely és látványosság áll a lakosság és a turisták rendelkezésére:
- Autóverseny-pálya
- Lóverseny-pálya
- Élményfürdő
- Planetárium
- Kilátótorony (mely a 411 méter magas Várhegyen áll)
- Szűz Mária Mennybemenetele-templom
- Hněvín vára

## Testvérvárosai
- Meppel, Hollandia
- Marienberg, Németország
- Ptolemaida, Görögország
- Gävle, Svédország
- Kortrijk, Belgium
- Thunder Bay, Kanada

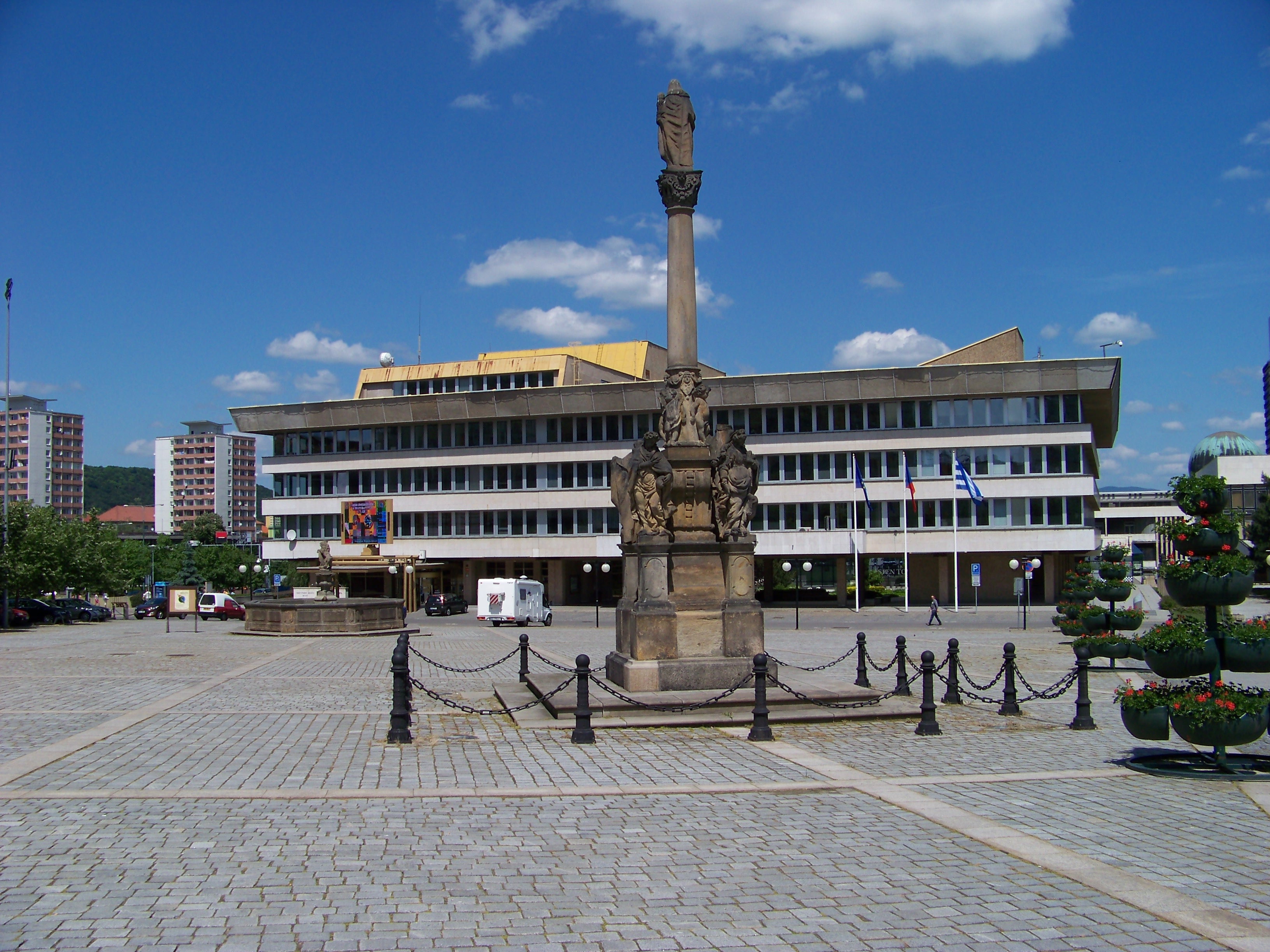
A városháza és a pestisoszlop

- Jekatyerinburg, Oroszország
- Ulánbátor, Mongólia
- São Paulo, Brazília
- Lahti, Finnország
- Bukarest, Románia
- Velence, Olaszország
- Shanghai, Kína
- Oszaka, Japán
- Buenos Aires, Argentína
- Brisbane, Ausztrália
- Kulon Progo, Indonézia

Tervezett partnervárosi lehetőségek:
- Dunaharaszti, Magyarország

## Érdekességek

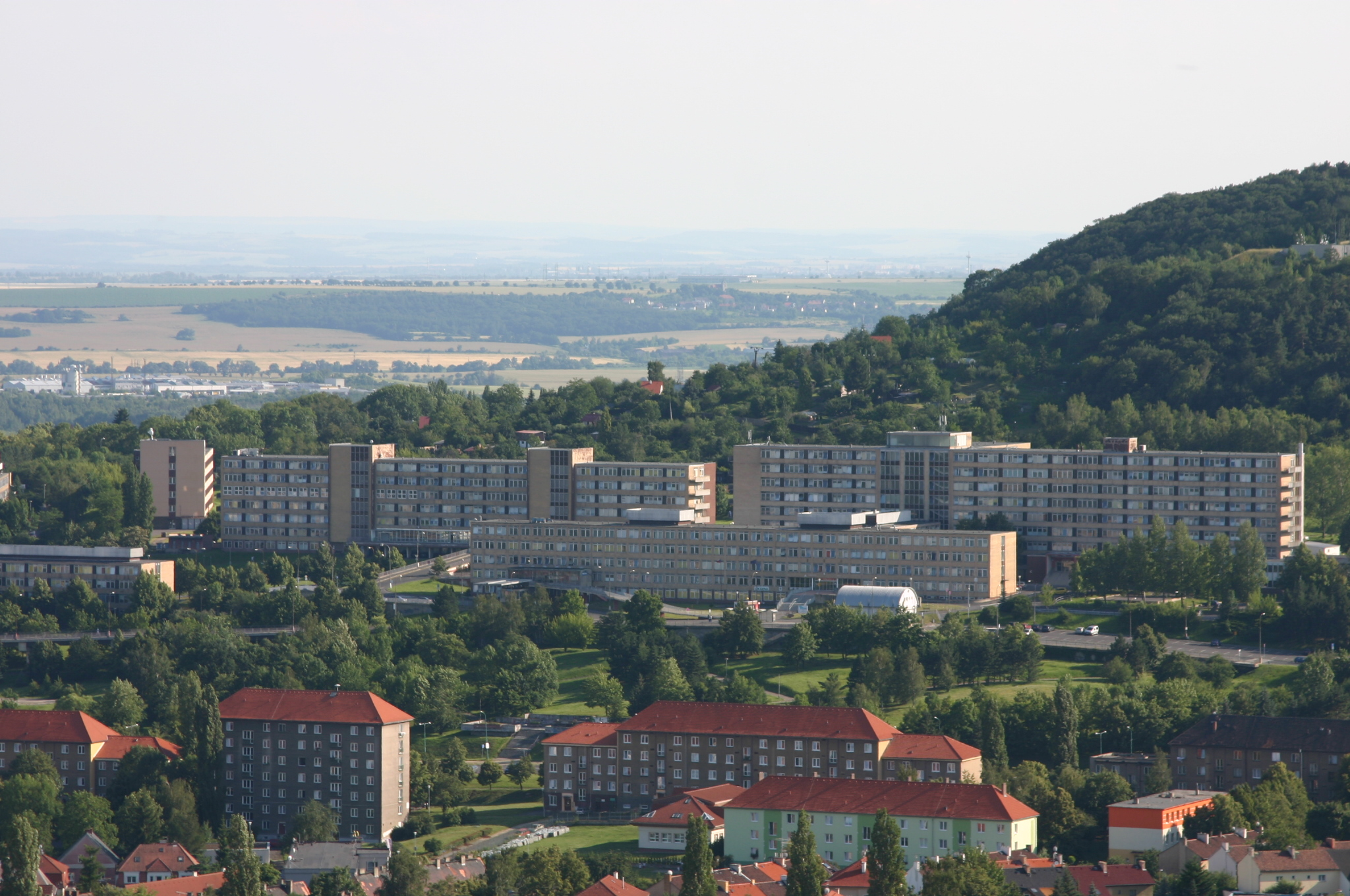
A mosti kórház madártávlatból

- A Kórház a város szélén című csehszlovák tévésorozat jeleneteit a mosti kórházban vették fel, bár a film története egy kitalált csehszlovák (1993-tól ismét cseh) kisvárosban, Borban játszódik.
- 2018-ban a Cseh Televízió nagy sikerű vígjátéksorozatot forgatott „Most!”(wd) címmel. Ezt adaptálta 2022-ben az RTL magyar körülmények közé A Nagy Fehér Főnök címmel.

## Fordítás
- Ez a szócikk részben vagy egészben  a   Most című angol Wikipédia-szócikk fordításán alapul.  Az eredeti cikk szerkesztőit annak laptörténete sorolja fel. Ez a jelzés csupán a megfogalmazás eredetét és a szerzői jogokat jelzi, nem szolgál a cikkben szereplő információk forrásmegjelöléseként.
- Ez a szócikk részben vagy egészben  a   Church of the Assumption of the Virgin Mary (Most) című angol Wikipédia-szócikk fordításán alapul.  Az eredeti cikk szerkesztőit annak laptörténete sorolja fel. Ez a jelzés csupán a megfogalmazás eredetét és a szerzői jogokat jelzi, nem szolgál a cikkben szereplő információk forrásmegjelöléseként.

## Külső hivatkozások
- Honlap Archiválva 2023. október 4-i dátummal a Wayback Machine-ben